# 第85屆奧斯卡金像獎
第85届奥斯卡颁奖典礼（英語：85th Academy Awards）是美国电影艺术与科学学院旨在奖励2012年最优秀电影的一场晚会，于太平洋时区2013年2月24日17点30分（北美东部时区20点30分）在美国加利福尼亚州洛杉矶好莱坞的杜比剧院举行，共计颁发了24座奥斯卡金像奖（也称学院奖）。晚会通过美國廣播公司在美国直播，由尼尔·梅龙和克雷格·扎丹担任制作人，唐·米斯彻导演，男演员塞思·麦克法兰首次担任主持人。本场晚会也是85年来美国电影艺术与科学学院首次在广播和宣传中用“奥斯卡”（The Oscars）而非“学院奖”（Academy Awards）作为颁奖典礼的正式名称。
2012年12月1日，学院在好莱坞高地中心的宴会大礼堂举行了第四届年度学院主席奖颁奖晚会。2013年2月9日，克里斯·潘恩和佐伊·索尔达娜一起在比佛利山的比佛利山酒店主持颁发了奥斯卡科技成果奖。
李安执导的《少年派的奇幻漂流》赢得了包括最佳导演在内的四项大奖。《逃离德黑兰》获得包括最佳影片奖在内的三项大奖，成为历史上第四部没有获得导演奖提名却最终拿下最佳影片的电影。其它获奖电影包括同样获奖三项的《悲惨世界》，获奖两项的《被解放的姜戈》、《林肯》和《007：大破天幕杀机》，以及获奖一项的《爱》、《安娜·卡列尼娜》、《勇敢传说》、《宵禁》、《控诉》、《纸人》、《寻找小糖人》、《乌云背后的幸福线》和《猎杀本·拉登》。晚会的电视直播平均吸引了超过4,000万美国观众收看。

## 获奖和提名
第85届奥斯卡金像奖提名名单于2013年1月10日早上5点30分（协调世界时下午13点30分）由晚会主持人塞思·麦克法兰和女演员艾玛·斯通一起在比佛利山的塞缪尔·戈尔德温剧院公布。《林肯》以12项提名领跑，《少年派的奇幻漂流》则以11项紧随其后。
获奖名单在2013年2月24日举行的颁奖典礼上公布。《逃离德黑兰》成为继1927年的《翼》、1932年的《大饭店》以及1989年的《为黛茜小姐开车》以来第4部没有得到导演奖提名却最终拿下最佳影片奖的电影。《逃离德黑兰》制片人乔治·克鲁尼是史上第三位拿过奥斯卡表演和制片类奖项的电影人。获导演奖的李安成为第二位两次获奖但电影都没拿到最佳影片奖的导演。《乌云背后的幸福线》是历史上第14部获得了全部四个表演类奖项提名的电影，因该片摘得影后桂冠的詹妮弗·劳伦斯年仅22岁，成为该奖项历史上第二年轻的获奖者。因《林肯》第三度当选影帝的丹尼尔·戴-刘易斯则是历史上首位三次获男主角奖的演员，他也成为历史上第六位三获奥斯卡表演类奖项的演员。《爱》是史上第四部同获最佳影片和外语片奖提名的电影，该片女主角埃玛妞·丽娃获女主角奖提名时已是85岁高龄，创下该奖项最年长提名人的新纪录，凭《南国野兽》获女主角奖提名的奎文赞妮·瓦利斯年仅九岁，刷新该奖最年轻提名人纪录，也是女演员奖项最年轻的提名人。《007：大破天幕杀机》和《猎杀本·拉登》并列获音效剪辑奖，是奥斯卡奖历史上第六次平局。

### 奖项

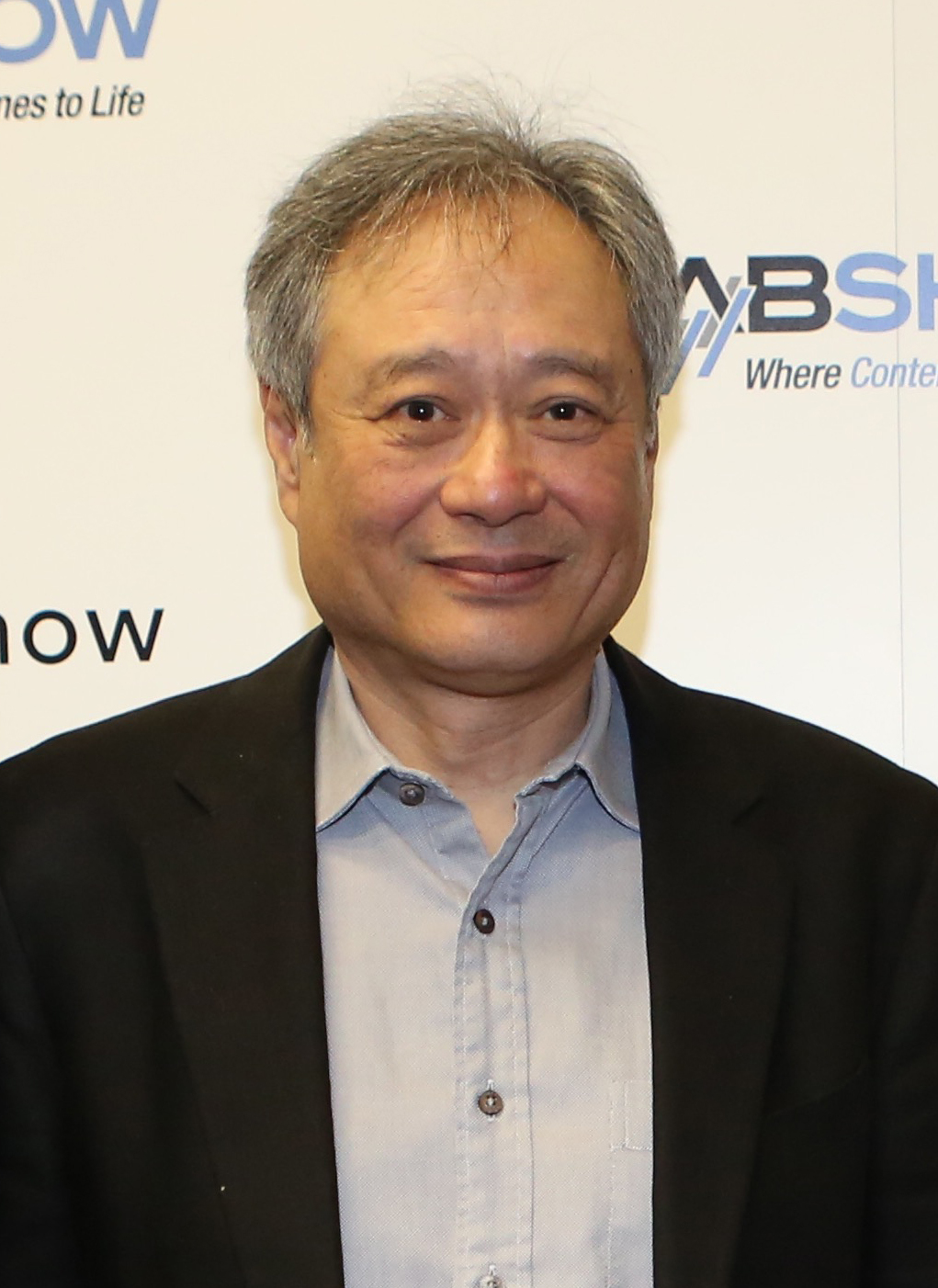
李安因《少年派的奇幻漂流》获导演奖。

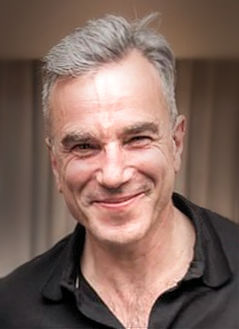
丹尼尔·戴-刘易斯因《林肯》获男主角奖。

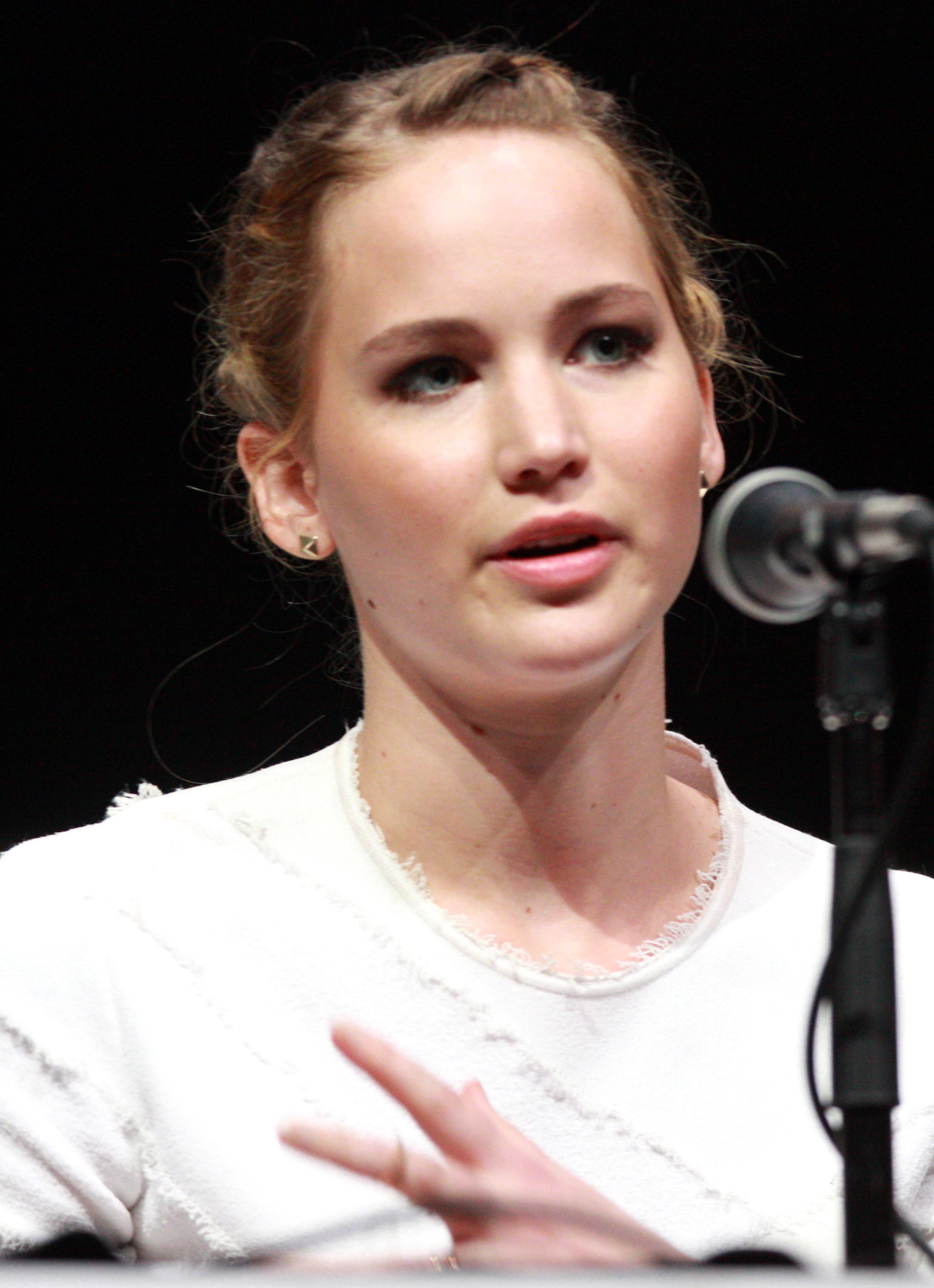
詹妮弗·劳伦斯因《乌云背后的幸福线》获女主角奖

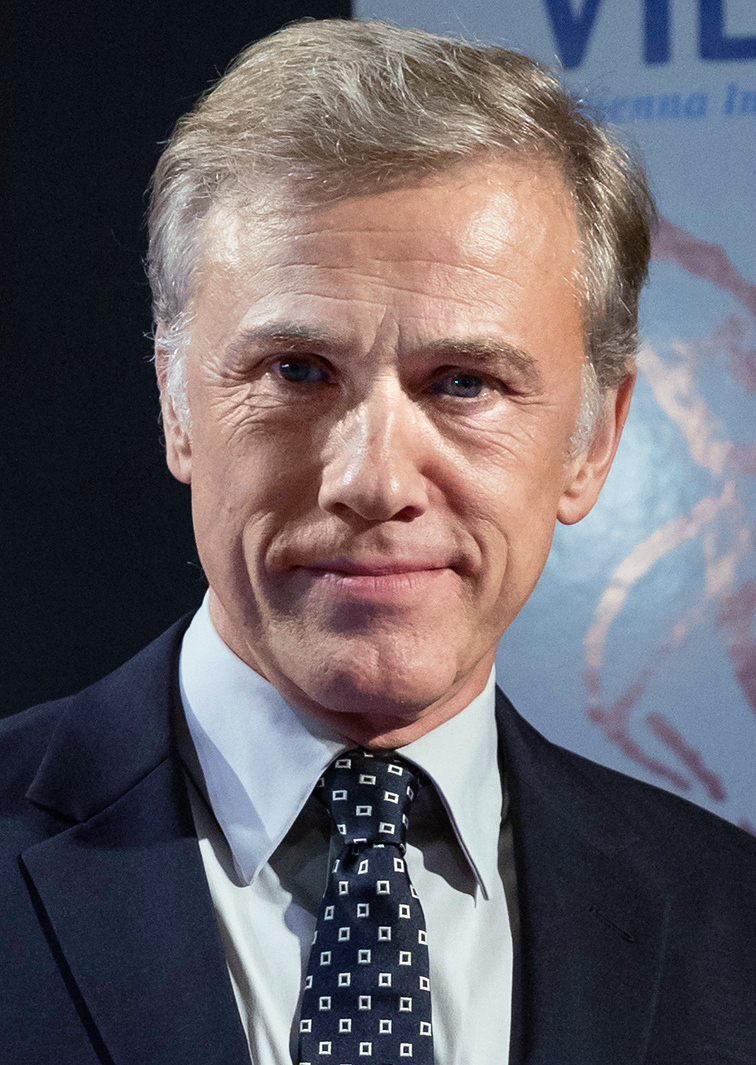
克里斯托弗·瓦尔兹因《被解放的姜戈》获男配角奖。

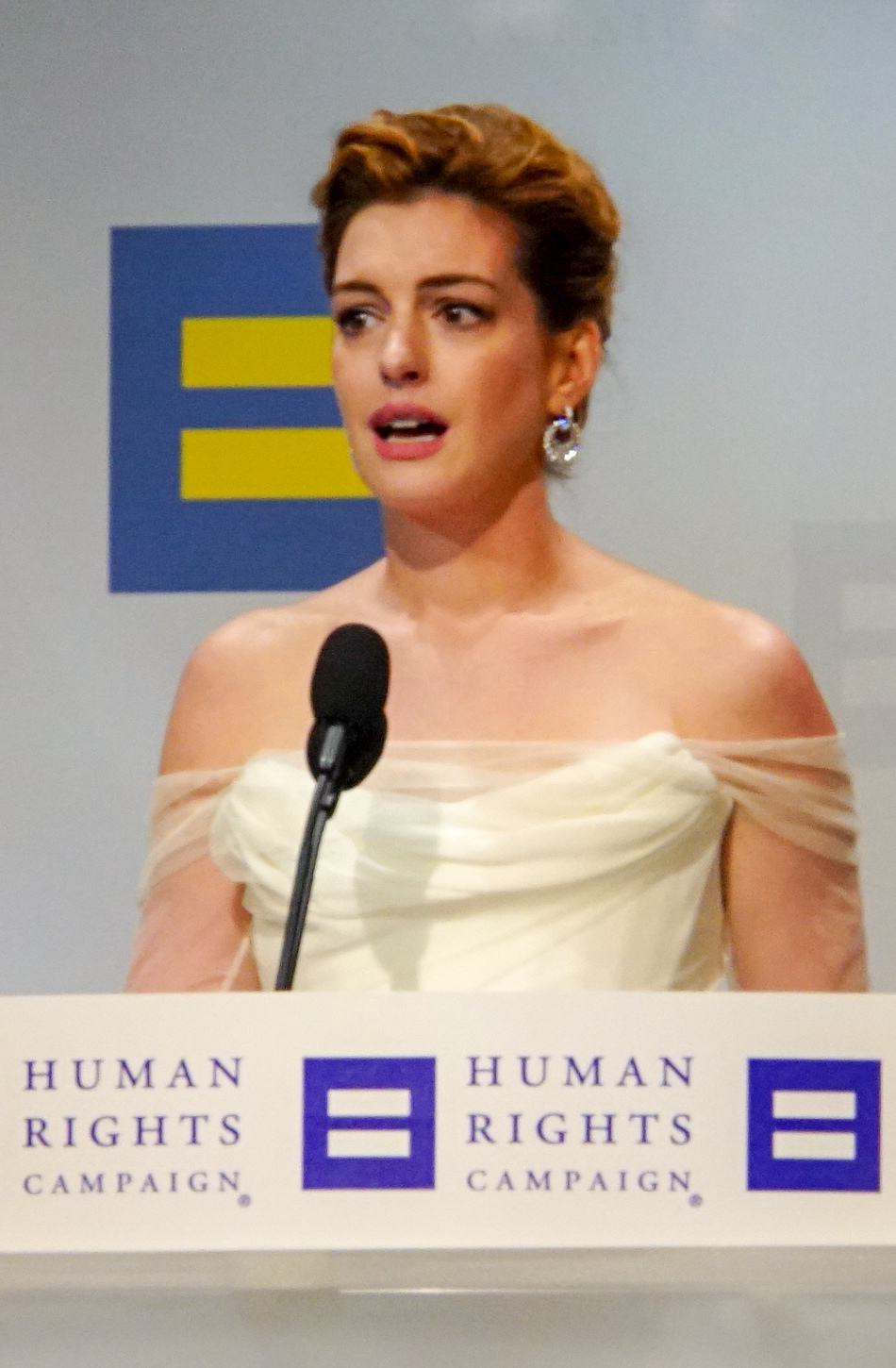
安妮·海瑟薇因《悲惨世界》获女配角奖。

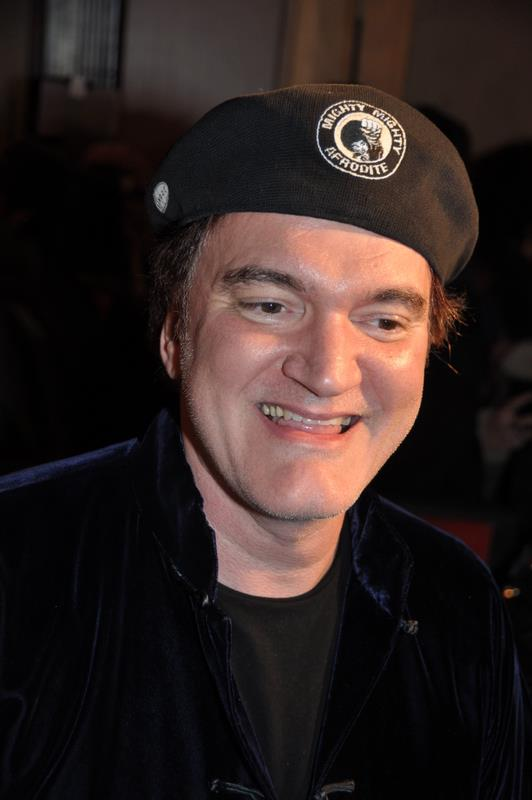
昆汀·塔伦蒂诺因《被解放的姜戈》获原著剧本奖。

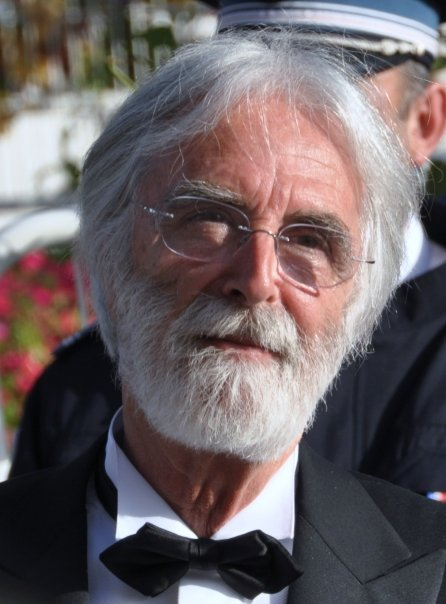
迈克尔·哈内克因《爱》获外语片奖。

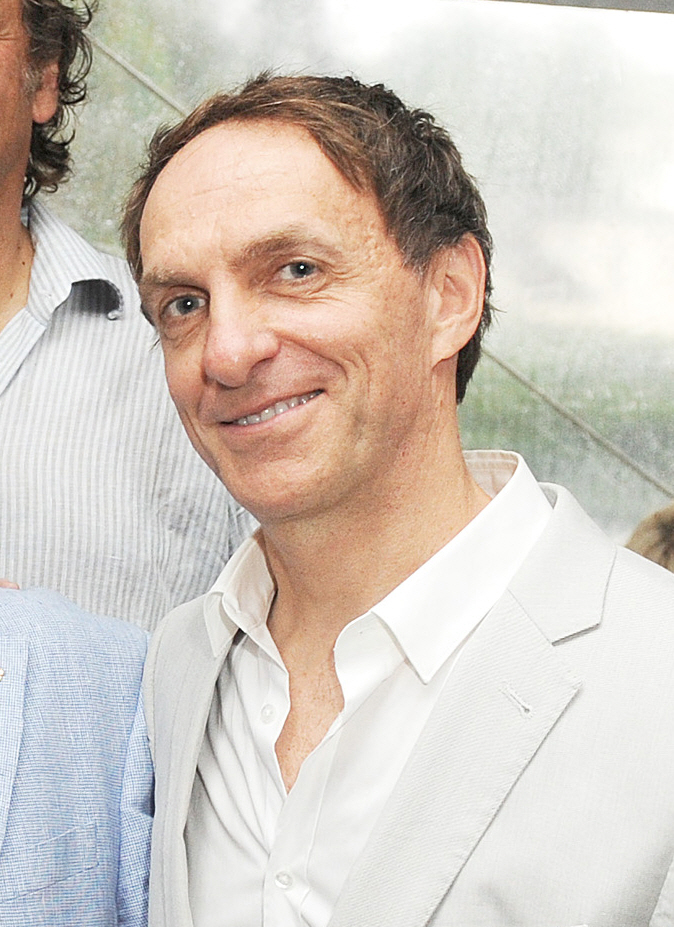
麦切尔·丹纳因《少年派的奇幻漂流》获原创配乐奖。

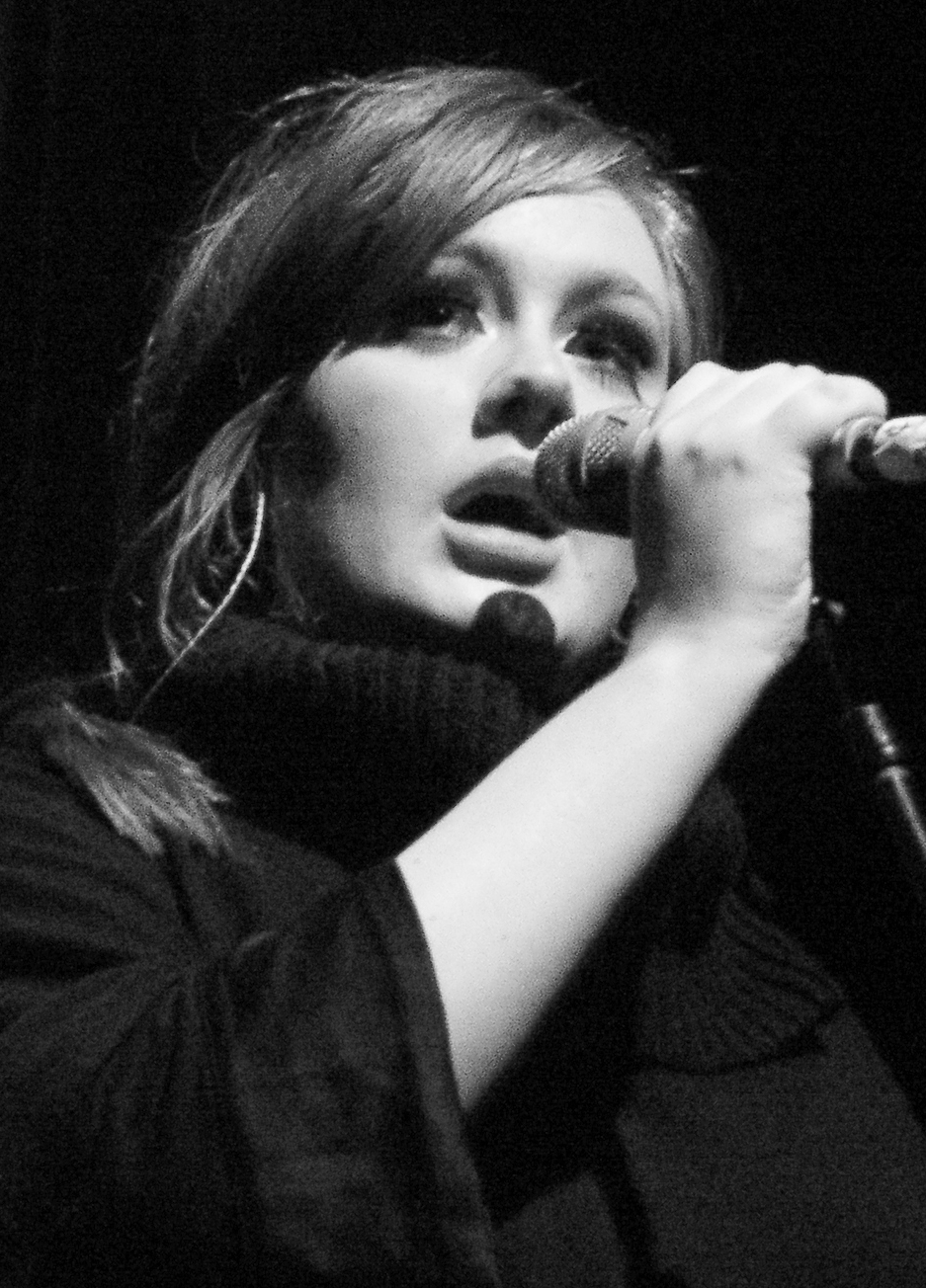
阿黛尔因《007：大破天幕杀机》获原创歌曲奖。

获奖影片在最上方一行，右侧附‡符号：
| 最佳影片 | 导演 |
| --- | --- |
| - 《逃离德黑兰》——格兰特·赫斯洛夫、本·阿弗莱克和乔治·克鲁尼‡ - 《爱》——玛格丽特·梅内戈（Margaret Menegoz）、斯特凡·阿恩特（Stefan Arndt）、维特·海达奇卡（Veit Heiduschka）和迈克尔·卡茨（Michael Katz） - 《南国野兽》——丹·简维（Dan Janvey）、乔什·潘（Josh Penn）和迈克尔·哥特瓦尔德（Michael Gottwald） - 《被解放的姜戈》——史黛西·舒尔、雷吉纳·哈德林（Reginald Hudlin）和皮拉尔·萨富隆（Pilar Savone） - 《悲惨世界》——蒂姆·贝文、埃里克·菲尔纳、黛布拉·海沃德（Debra Hayward）和卡梅隆·麦金托什 - 《少年派的奇幻漂流》——吉尔·内特（Gil Netter）、李安和戴维·沃马克（David Womark） - 《林肯》——斯蒂芬·斯皮尔伯格和凯瑟琳·肯尼迪 - 《乌云背后的幸福线》——唐娜·吉格里奥蒂（Donna Gigliotti）、布鲁斯·科恩（Bruce Cohen）和乔纳森·戈登（Jonathan Gordon） - 《猎杀本·拉登》——马克·鲍尔、凯瑟琳·毕格罗和梅根·艾利森 | - 李安——《少年派的奇幻漂流》‡ - 迈克尔·哈内克——《爱》 - 大卫·欧·拉塞尔——《乌云背后的幸福线》 - 斯蒂芬·斯皮尔伯格——《林肯》 - 贝赫·泽特林——《南国野兽》 |
| 男主角 | 女主角 |
| - 丹尼尔·戴-刘易斯——《林肯》‡ - 布莱德利·库珀——《乌云背后的幸福线》 - 休·杰克曼——《悲惨世界》 - 杰昆·菲尼克斯——《大师》 - 丹泽尔·华盛顿——《迫降航班》 | - 詹妮弗·劳伦斯——《乌云背后的幸福线》‡ - 杰西卡·查斯坦——《猎杀本·拉登》 - 埃玛妞·丽娃——《爱》 - 奎文赞妮·瓦利斯——《南国野兽》 - 妮奥米·瓦兹——《海啸奇迹》 |
| 男配角 | 女配角 |
| - 克里斯托弗·瓦尔兹——《被解放的姜戈》‡ - 艾伦·阿金——《逃离德黑兰》 - 罗伯特·德尼罗——《乌云背后的幸福线》 - 菲利普·塞默·霍夫曼——《大师》 - 汤米·李·琼斯——《林肯》 | - 安妮·海瑟薇——《悲惨世界》‡ - 艾米·亚当斯——《大师》 - 莎莉·菲尔德——《林肯》 - 海伦·亨特——《亲密治疗》 - 杰基·韦佛——《乌云背后的幸福线》 |
| 原著剧本 | 原著改编 |
| - 《被解放的姜戈》——昆汀·塔伦蒂诺‡ - 《爱》——迈克尔·哈内克 - 《迫降航班》——约翰·盖汀斯（John Gatins） - 《月升王国》——魏斯·安德森和罗曼·科波拉（Roman Coppola） - 《猎杀本·拉登》——马克·鲍尔 | - 《逃离德黑兰》——克里斯·泰瑞欧改编自托尼·门德斯的《伪装大师》（The Master of Disguise）和约书亚·比尔曼（Joshuah Bearman）的《大逃亡》（The Great Escape）‡ - 《南国野兽》——露西·阿里巴（Lucy Alibar）和贝赫·泽特林改编自阿里巴的《汁多且美味》（Juicy and Delicious） - 《少年派的奇幻漂流》——大卫·麦基（David Magee）改编自扬·马特尔的同名小说 - 《林肯》——托尼·库什纳改编自多丽丝·科恩斯·古德温（Doris Kearns Goodwin）的《林肯与劲敌幕僚》（Team of Rivals: The Political Genius of Abraham Lincoln） - 《乌云背后的幸福线》——大卫·欧·拉塞尔改编自马修·奎克的同名小说                                                                                           |
| 动画长片 | 外语片 |
| - 《勇敢传说》——馬克·安德魯斯和布蘭達·查普曼‡ - 《科学怪狗》——蒂姆·伯顿 - 《通灵男孩诺曼》——山姆·菲尔（Sam Fell）和克里斯·巴特勒（Chris Butler） - 《神奇海盗团》——彼得·洛德 - 《无敌破坏王》——里奇·摩尔 | - 《爱》（奥地利，法语）——迈克尔·哈内克‡ - 《孤筏重洋》（挪威，英语和挪威语）——乔阿吉姆·罗恩尼和艾斯彭·山德伯格 - 《智利说不》（智利，西班牙语）——帕布罗·拉拉因 - 《皇室风流史》（丹麦，丹麦语）——尼科萊·阿爾賽 - 《战地巫师》（加拿大，法语）——金·诺古依（Kim Nguyen） |
| 纪录片 | 纪录短片 |
| - 《寻找小糖人》——马利克·本德杰鲁和西蒙·钦（Simon Chinn）‡ - 《5台破相机》（）——伊马德·伯纳特（Emad Burnat）和盖伊·戴维迪（Guy Davidi） - 《保卫者》（The Gatekeepers）——德罗尔·摩利（Dror Moreh）、菲利帕·克瓦斯科（Philippa Kowarsky）和埃斯特尔·费阿隆（Estelle Fialon） - 《瘟疫求生指南》（How to Survive a Plague）——大卫·弗朗斯（David France）和霍华德·格特勒（Howard Gertler） - 《隐秘的战争》（The Invisible War）——科比·迪克（Kirby Dick）和艾米·扎尔林（Amy Ziering） | - 《控诉》——肖恩·范恩（Sean Fine）和安德烈·尼克斯·范恩（Andrea Nix Fine）‡ - 《金斯波因特》（Kings Point）——纱丽·吉尔曼（Sari Gilman）和杰德·怀尔德（Jedd Wider） - 《拉辛的星期一》（Mondays at Racine）——辛西娅·韦德（Cynthia Wade）和罗宾·霍南（Robin Honan） - 《打开心扉》（Open Heart）——基夫·大卫逊（Kief Davidson）和柯里·谢柏德·斯特恩（Cori Shepherd Stern） - 《纽约拾荒客》（Redemption）——乔恩·阿尔珀特（Jon Alpert）和马修·奥尼尔（Matthew O'Neill） |
| 短片 | 动画短片 |
| - 《宵禁》——肖恩·克里斯汀森（肖恩·克里斯汀森）‡ - 《阿萨德》（Asad）——布赖恩·巴克利（Bryan Buckley）和米诺·贾尔乔纳（Mino Jarjoura） - 《马背叼羊的男孩们》（Buzkashi Boys）——山姆·法兰奇（Sam French）和阿里尔·纳斯尔（Ariel Nasr） - 《影子的死亡》（Dood van een Schaduw）——汤姆·范·阿弗麦特（Tom Van Avermaet）和埃伦·德·威尔（Ellen De Waele） - 《亨利》（Henry）——杨·英格兰德（Yan England） | - 《纸人》——约翰·凯世（John Kahrs）‡ - 《亚当与狗》（Adam and Dog）——明库·李（Minkyu Lee） - 《鳄梨色拉》（Fresh Guacamole）—— - 《头朝下的生活》（Head over Heels）——蒂莫西·锐科特（Timothy Reckart）和弗德拉·克罗宁·奥赖利（Fodhla Cronin O'Reilly） - 《辛普森一家：托儿所的漫长日》（The Longest Daycare）——大卫·斯沃曼（David Silverman） |
| 原创配乐 | 原创歌曲 |
| - 《少年派的奇幻漂流》——麦切尔·丹纳‡ - 《安娜·卡列尼娜》——达里奥·马里安奈利 - 《逃离德黑兰》——亚历山大·德斯普拉 - 《林肯》——约翰·威廉姆斯 - 《007：大破天幕杀机》——托马斯·纽曼 | - “空降危機”（《007：大破天幕杀机》插曲）——阿黛尔·阿德金斯和保罗·伊普沃斯（Paul Epworth）‡ - “”（《逐冰之旅》插曲）——J·拉尔夫（J. Ralph） - “”（《泰迪熊》插曲）——沃尔特·墨菲（Walter Murphy）和塞思·麦克法兰 - “”（《少年派的奇幻漂流》插曲）——麦切尔·丹纳和孟买·贾雅斯里（Bombay Jayashri） - “”（《悲惨世界》插曲）——克劳德-米歇尔·勋伯格、赫伯特·克莱茨莫和阿兰·布伯里勒 |
| 音效剪辑 | 音效 |
| - 《007：大破天幕杀机》——佩尔·哈贝格（Per Hallberg）和凯伦·贝克·兰德斯（Karen Baker Landers）‡ - 《猎杀本·拉登》——保羅·奧托森‡ - 《逃离德黑兰》——艾瑞克·奥达尔（Erik Aadahl）和伊桑·范德莱恩（Ethan Van der Ryn） - 《被解放的姜戈》——华利·史帝文（Wylie Stateman） - 《少年派的奇幻漂流》——尤金·吉尔蒂（Eugene Gearty）和菲利普·斯托克顿（Philip Stockton） | - 《悲惨世界》——安迪·尼尔森（Andy Nelson）、马克·帕特森（Mark Paterson）和西蒙·海斯（Simon Hayes）‡ - 《逃离德黑兰》——约翰·赖茨（John Reitz）、格雷格·鲁德洛夫（Gregg Rudloff）和何塞·安东尼奥·加西亚（Jose Antonio Garcia） - 《少年PI的奇幻漂流》——罗恩·巴特利特（Ron Bartlett）、··亨普希尔（D. M. Hemphill）和德鲁·库宁（Drew Kunin） - 《林肯》——安迪·尼尔森、加里·里德斯特罗姆和罗纳德·贾金斯（Ronald Judkins） - 《007：大破天幕杀机》——史考特·米兰、格雷格· ·罗素（Greg P. Russell）和斯图亚特·维尔森（Stuart Wilson） |
| 艺术指导 | 摄影 |
| - 《林肯》——瑞克·卡特（Rick Carter）和吉姆·埃里克森（Jim Erickson）‡ - 《安娜·卡列尼娜》——莎拉·格林伍德（Sarah Greenwood）和凯蒂·斯宾塞（Katie Spencer） - 《霍比特人：意外旅程》——丹·汉纳（Dan Hennah）、拉·文森特（Ra Vincent）和西蒙·布赖特（Simon Bright） - 《悲惨世界》——伊芙·斯图尔特（Eve Stewart）和安娜·林奇-罗宾逊（Anna Lynch-Robinson） - 《少年派的奇幻漂流》——戴维·葛罗普曼（David Gropman）和安娜·平诺克 | - 《少年派的奇幻漂流》——克劳迪奥·米兰达‡ - 《安娜·卡列尼娜》——西穆斯·迈克加维 - 《被解放的姜戈》——罗伯特·理查德森 - 《林肯》——亞努斯·卡明斯基 - 《007：大破天幕杀机》——罗杰·狄金斯 |
| 化妆与发型设计 | 服装设计 |
| - 《悲惨世界》——丽莎·韦斯科特（Lisa Westcott）和朱莉·达特内尔（Julie Dartnell）‡ - 《希区柯克》——霍华德·伯杰（Howard Berger）、彼得·蒙大纳（Peter Montagna）和马丁·塞缪尔（Martin Samuel） - 《霍比特人：意外旅程》——彼得·金、里克·芬勒特（Rick Findlater）和塔米·莱恩（Tami Lane） | - 《安娜·卡列尼娜》——杰奎琳·杜兰‡ - 《悲慘世界》——帕科·德尔加多（Paco Delgado） - 《林肯》－乔安娜·约翰斯顿（Joanna Johnston） - 《白雪公主之魔镜魔镜》——石冈瑛子 - 《白雪公主与猎人》——柯琳·阿特伍德 |
| 剪辑 | 视觉效果 |
| - 《逃离德黑兰》——威廉·戈登伯格‡ - 《少年派的奇幻漂流》——蒂姆·斯奎尔斯（Tim Squyres） - 《林肯》——迈克尔·卡恩（Michael Kahn） - 《乌云背后的幸福线》——杰伊·卡西迪（Jay Cassidy）和克里斯宾·斯特拉瑟斯（Crispin Struthers） - 《猎杀本·拉登》——迪伦·提克纳（Dylan Tichenor）和威廉·戈登伯格 | - 《少年派的奇幻漂流》——比尔·凯斯滕豪佛、纪尧姆·罗什龙（Guillaume Rocheron）、埃里克-简·德·波尔（Erik-Jan de Boer）和唐纳德··艾略特（Donald R. Elliott）‡ - 《霍比特人：意外旅程》——乔·莱特瑞（Joe Letteri）、埃里克·赛恩登（Eric Saindon）、大卫·克莱顿（David Clayton）和·克里斯托弗·怀特（R. Christopher White） - 《复仇者联盟》——简尼克·西尔斯（Janek Sirrs）、杰夫·怀特（Jeff White）、盖伊·威廉斯（Guy Williams）和丹·赛迪克（Dan Sudick） - 《普罗米修斯》——理查德·斯坦默斯（Richard Stammers）、特雷弗·伍德（Trevor Wood）、查理·亨利（Charley Henley）和马丁·希尔（Martin Hill） - 《白雪公主与猎人》——塞德里克·尼古拉斯-特罗扬（Cedric Nicolas-Troyan）、菲利普·布伦南（Philip Brennan）、尼尔·科博尔德（Neil Corbould）和迈克尔·道森（Michael Dawson） |

### 奥斯卡荣誉奖
美国电影艺术与科学学院于2012年12月1日举办了第四届年度学院主席奖颁奖典礼，期间颁发了以下奖项：
奥斯卡荣誉奖
- 哈尔·尼达姆
- D·A·彭尼贝克（D. A. Pennebaker）
- 小乔治·斯蒂文斯（George Stevens, Jr.）

简·赫尔索特人道精神奖
- 杰弗瑞·卡森伯格

### 获奖和提名大户
| 提名数量 | 片名                   |
| -------- | ---------------------- |
| 12       | 《林肯》               |
| 11       | 《少年派的奇幻漂流》   |
| 8        | 《悲惨世界》           |
| 8        | 《乌云背后的幸福线》   |
| 7        | 《逃离德黑兰》         |
| 5        | 《爱》                 |
| 5        | 《被解放的姜戈》       |
| 5        | 《007：大破天幕杀机》  |
| 5        | 《猎杀本·拉登》        |
| 4        | 《安娜·卡列尼娜》      |
| 4        | 《南国野兽》           |
| 3        | 《霍比特人：意外旅程》 |
| 3        | 《大师》               |
| 2        | 《迫降航班》           |
| 2        | 《白雪公主与猎人》     |

| 获奖数量 | 片名                  |
| -------- | --------------------- |
| 4        | 《少年派的奇幻漂流》  |
| 3        | 《逃离德黑兰》        |
| 3        | 《悲惨世界》          |
| 2        | 《被解放的姜戈》      |
| 2        | 《林肯》              |
| 2        | 《007：大破天幕杀机》 |

## 颁奖和表演嘉宾

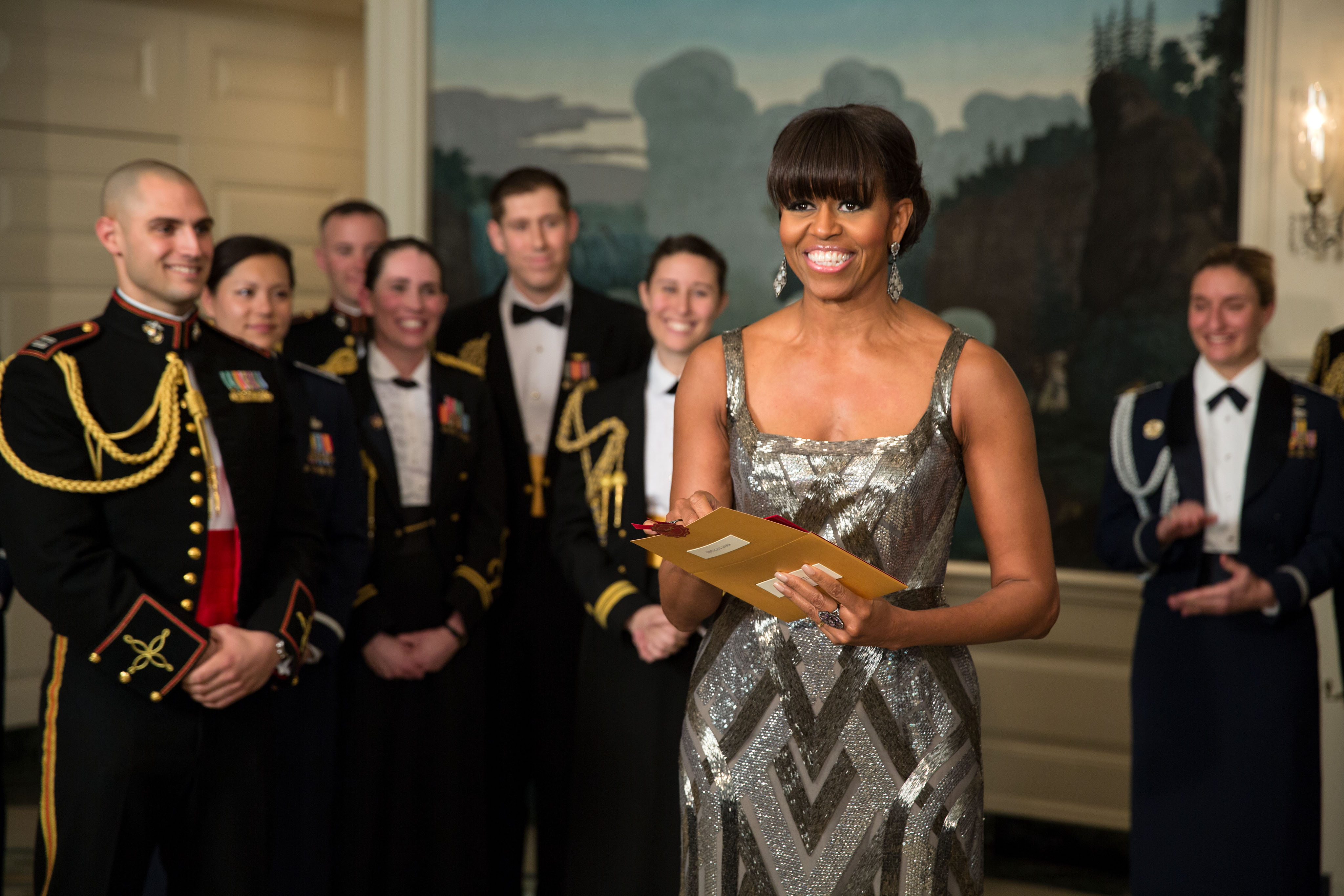
第一夫人米歇尔·奥巴马在白宫外交室实时宣布《逃离德黑兰》获得最佳影片奖。

以下人士出场颁发了奖项或表演节目：

### 颁奖嘉宾（按出场顺序排列）
| 姓名                                                              | 角色                                                                 |
| ----------------------------------------------------------------- | -------------------------------------------------------------------- |
| 西德林·福克斯（Cedering Fox）                                                 | 第85届奥斯卡颁奖典礼广播员                                           |
| 奥克塔维亚·斯宾塞                                                 | 颁发男配角奖                                                         |
| 梅丽莎·麦卡西 保罗·路德                                           | 颁发动画短片奖和动画长片奖                                           |
| 瑞茜·威瑟斯彭                                                     | 介绍最佳影片提名电影《悲惨世界》、《少年派的奇幻漂流》和《南国野兽》 |
| 小罗伯特·唐尼 克里斯·埃文斯 塞缪尔·杰克逊 杰瑞米·雷纳 马克·鲁法洛 | 颁发摄影奖和视觉效果奖                                               |
| 詹妮弗·安妮斯顿 查尼·泰坦                                         | 颁发服装设计奖和化妆与发型设计奖                                     |
| 哈莉·贝瑞                                                         | 引出向“邦德50年”致敬的环节和歌曲“”的现场表演                         |
| 杰米·福克斯 凯丽·华盛顿                                           | 颁发短片奖和纪录短片奖                                               |
| 利亚姆·尼森                                                       | 介绍最佳影片奖提名电影《逃离德黑兰》、《林肯》和《猎杀本·拉登》      |
| 本·阿弗莱克                                                       | 颁发纪录片奖                                                         |
| 杰西卡·查斯坦 珍妮佛·加纳                                         | 颁发外语片奖                                                         |
| 约翰·特拉沃尔塔                                                   | 引出“过去十年音乐剧庆典”表演曲目                                     |
| 克里斯·潘恩 佐伊·索尔达娜                                         | 引出科技成果奖和戈登·E·索耶奖颁奖片段                                |
| 马克·沃尔伯格 泰迪熊                                              | 颁发音效奖和音效剪辑奖                                               |
| 克里斯托弗·普卢默                                                 | 颁发女配角奖                                                         |
| 霍克·科奇                                                         | 特别出场宣布建立电影学院博物馆                                       |
| 桑德拉·布洛克                                                     | 颁发剪辑奖                                                           |
| 詹妮弗·劳伦斯                                                     | 引出原创歌曲奖提名作品“Skyfall”的现场表演                            |
| 妮可·基德曼                                                       | 介绍最佳影片提名电影《乌云背后的幸福线》、《被解放的姜戈》和《爱》   |
| 丹尼尔·拉德克利夫 克里斯汀·斯图尔特                               | 颁发艺术指导奖                                                       |
| 萨尔玛·海耶克                                                     | 引出奥斯卡荣誉奖和欧文·G·托尔伯格纪念奖颁奖片段                      |
| 乔治·克鲁尼                                                       | 引出纪念去世影人环节                                                 |
| 理查·基尔 拉蒂法女皇 蕾妮·齐薇格 凯瑟琳·泽塔-琼斯                 | 引出原创歌曲奖提名作品“”的现场表演 颁发原创配乐奖和原创歌曲奖        |
| 达斯汀·霍夫曼 查理兹·塞隆                                         | 颁发原著改编奖和原著剧本奖                                           |
| 迈克尔·道格拉斯 简·方达                                           | 颁发导演奖                                                           |
| 让·杜雅尔丹                                                       | 颁发女主角奖                                                         |
| 梅丽尔·斯特里普                                                   | 颁发男主角奖                                                         |
| 杰克·尼科尔森 米歇尔·奥巴马                                       | 颁发最佳影片奖                                                       |

### 表演嘉宾（按出场顺序排列）
| 姓名 | 角色          | 表演                                                     |
| --- | ------------- | -------------------------------------------------------- |
| 威廉·罗斯 | 音乐编排 指挥 | 管弦乐                                                   |
| 塞思·麦克法兰 威廉·夏特纳 | 主持人 表演者 | 开场表演                                                 |
| 塞思·麦克法兰 洛杉矶男同性恋合唱团 | 表演者        | 开场表演时的曲目“”                                       |
| 娜奥米·沃茨 查理兹·塞隆 詹妮弗·劳伦斯 | 客串          | 在预先录制好的镜头中亮相，对麦克法兰表演的曲目“”作出反应 |
| 塞思·麦克法兰 查宁·塔图姆 查理兹·塞隆 | 表演者        | 《摇摆乐时代》插曲“”                                     |
| 约瑟夫·高登-莱维特 塞思·麦克法兰 丹尼尔·拉德克利夫                                                                                        | 表演者        | 《脑洞大开》插曲“” 《美女与野兽》插曲“”                  |
| 雪莉·贝西 | 表演者        | 在“邦德50年”致敬环节表演《007之金手指》插曲“”            |
| 凯瑟琳·泽塔-琼斯 | 表演者        | 《芝加哥》插曲“”                                         |
| 詹妮弗·哈德森 | 表演者        | 《梦女孩》插曲“”                                         |
| 萨曼莎·巴克斯 沙查·巴隆·科恩 海伦娜·博纳姆·卡特 罗素·克劳 安妮·海瑟薇 詹妮弗·哈德森 休·杰克曼 埃迪·雷德梅尼 阿曼達·西耶弗里德 亞倫·特維特 | 表演者        | 《悲惨世界》插曲“”和“”                                   |
| 阿黛尔 | 表演者        | 《007：大破天幕杀机》插曲“Skyfall”                       |
| 芭芭拉·史翠珊 | 表演者        | 在向马文·哈姆利奇致敬的桥段演唱歌曲“”                    |
| 诺拉·琼斯 | 表演者        | 《泰迪熊》插曲“”                                         |
| 克里斯汀·肯诺恩斯 塞思·麦克法兰 | 表演者        | 在晚会结束时表演“”（意为《献给失败者》）                 |

## 典礼资讯

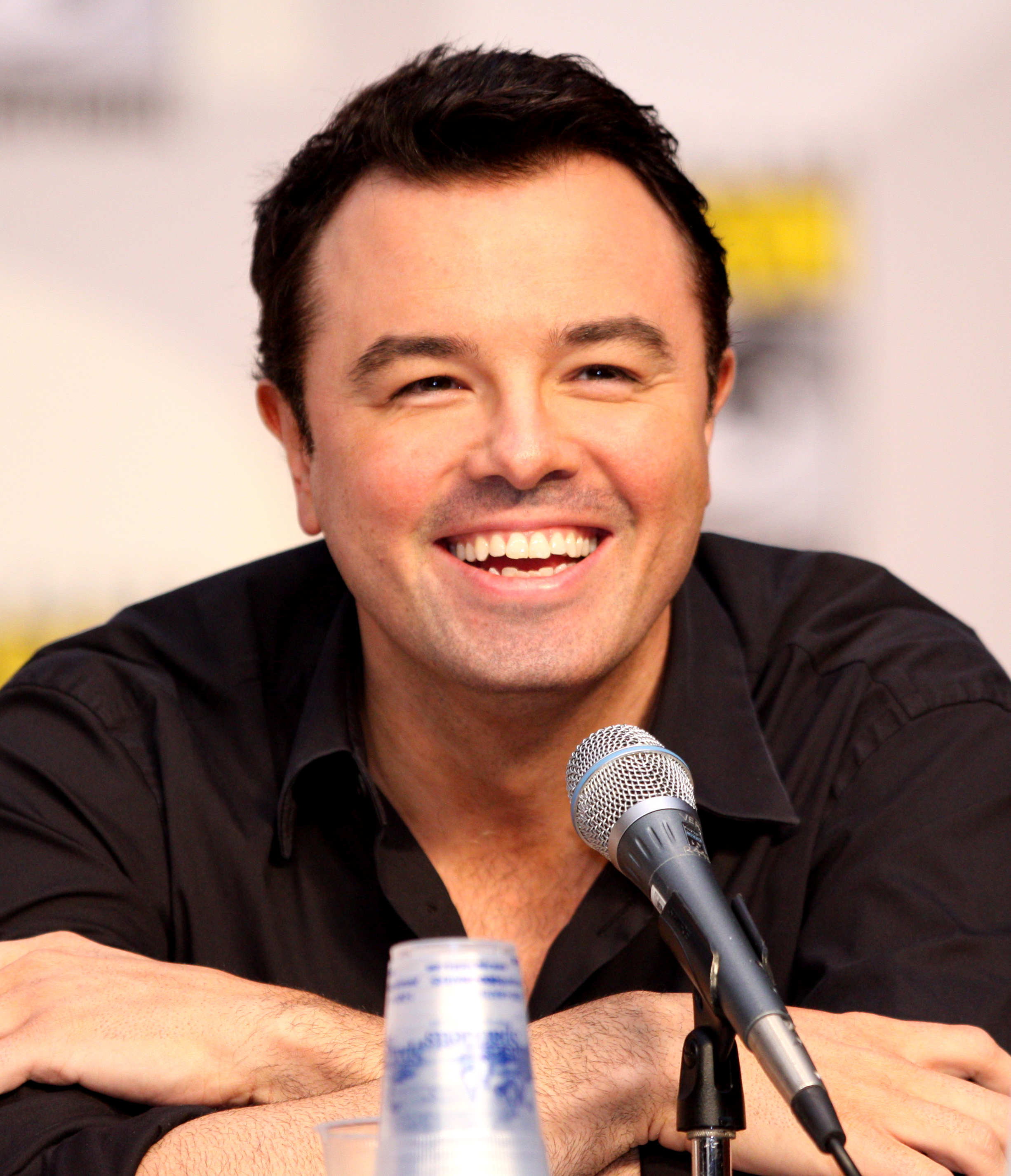
塞思·麦克法兰担任第85届奥斯卡颁奖典礼主持人。

由于之前几届颁奖典礼收视率有所下降，美国电影艺术与科学学院聘请了新的制作团队，希望提高收视率和人们对晚会的兴趣。有报道称当时的学院主席汤姆·谢拉克（Tom Sherak）联系了电视节目制作人洛恩·迈克尔斯（Lorne Michaels）负责本届晚会的制作，喜剧演员吉米·法伦担任主持人。但是，电视节目广播公司否决了这两位人选，两人之后也谢绝了邀请。霍克·科奇（Hawk Koch）当选为新任主席后，学院于2012年8月聘请了尼尔·梅龙和克雷格·扎丹担任制作人。两个月后，学院宣布男演员、导演、动画师兼喜剧演员塞思·麦克法兰将成为晚会的主持人。梅龙和扎丹宣布，今年的颁奖典礼将不再沿袭往年的传统称为“第85届奥斯卡颁奖典礼”（The 85th Annual Academy Awards，直译意为“第85届学院奖颁奖典礼”），而是简称为“奥斯卡”（The Oscars）。
本次晚会的主题是向歌舞片和电影配乐致敬，因此其中有许多歌舞表演曲目。同时为了配合这一主题，晚会期间间歇性地演奏了多部电影的配乐曲段，其中次数最多的就是约翰·威廉姆斯为《大白鲨》创作的主题音乐，每当有获奖者上台领奖，并且其致辞时间超长时，台下的管弦乐队就会演奏这一主题加以提醒。作曲家威廉·罗斯（Williams Ross）在附近国会唱片大楼的一间录音室指挥管弦乐团进行演奏。
另外还有多人参与了颁奖典礼的制作。曾获托尼奖肯定的艺术指导设计师德里克·麦克莱恩（Derek McLane）为晚会设计了新的舞台格局和置景。罗布·阿什福德（Rob Ashford）编排了典礼期间多段歌舞曲目的表演。喜剧演员本·格莱布（Ben Gleib）和安妮·格里纳普（Annie Greenup）担任“奥斯卡公路旅行”的通讯员和主持人，这是一个在全美11个主要城市对颁奖典礼进行宣传的巴士旅游活动。学院还和电视台共同主办了一场竞赛，从全国高校中选出6名青年电影系学生，他们将在颁奖典礼当晚走上台，把小金人交给颁奖嘉宾。

### 引入电子投票系统
2012年1月，美国电影艺术与科学学院宣布将建立电子投票系统，从2013年奥斯卡金像奖开始使用，为学院成员提供另一种投票选择提名和获奖作品的方式。据学院首席运营官里克·罗伯逊（Ric Robertson）表示，增设数字选票旨在提高学院成员对选拔过程的参与度，并且在出现紧急情况时，也仍然有另一种投票方式可以选用。一些业内人士估计，引入电子投票系统可能是学院在朝将来把颁奖典礼提前到一月的目标努力，不过多位学院官员都对此予以否认。起初递交提名选票的截止日期是1月3日，但由于技术问题和故障导致这一日期向后推迟了一天。

### 提名电影票房表现
1月10日提名名单公布时，全部9部获最佳影片提名的电影中没有任何一部正处在美国电影票房榜的前十位。不过，其中有四部在美国和加拿大上映的票房收入已经超过1亿美元。《林肯》以1亿4554万2887美元位居榜首，另外三部分别是收入1亿1246万2679美元的《被解放的姜戈》，进账1亿1031万3486美元的《逃离德黑兰》和收入1亿零768万4800美元的《悲惨世界》。剩下的五部最佳影片提名电影中以《少年派的奇幻漂流》票房最高，为9179万6135美元，之后分别是进账3573万7770美元的《乌云背后的幸福线》，收入1129万1569美元的《南国野兽》，进账520万2671美元的《猎杀本·拉登》和收入37万1137美元的《爱》。9部最佳影片提名电影在提名公布时的总票房收入为6亿2040万3134美元，平均每部6893万3682美元。《少年派的奇幻漂流》和《乌云背后的幸福线》都将在2月24日的颁奖典礼前突破票房1亿美元大关，而《猎杀本·拉登》则是1月11至13日这个周末的美国电影票房冠军，该片在颁奖典礼前的票房收入将达到9100万美元。
在2012年美国电影票房50强中，有15部电影获得了共计61项提名。只有《勇敢传说》（第8位）、《无敌破坏王》（第13位）、《林肯》（第17位）、《被解放的姜戈》（第23位）、《逃离德黑兰》（第26位）、《悲惨世界》（第27位）、《迫降航班》（第30位）和《少年派的奇幻漂流》（第31位）获得了最佳影片、动画长片、导演或任何一项演员、编剧类奖项提名。另外7部获提名的电影分别是《复仇者联盟》（冠军》、《007：大破天幕杀机》（第4位）、《霍比特人：意外旅程》（第6位）、《泰迪熊》（第13位）、《白雪公主与猎人》（第15位）、《普罗米修斯》（第20位）和《白雪公主之魔镜魔镜》（第44位）。

### 视觉效果艺术家的抗议活动
颁奖典礼前，约有400位视觉效果艺术家在好莱坞大道上演了一场抗议活动，认为自己受到业内制片公司的不公正对待。为《少年派的奇幻漂流》制作特技镜头并将拿下本届奥斯卡最佳视觉效果奖的节奏特效工作室在颁奖典礼数星期前申请破产，成为这次抗议活动的导火索。视觉效果行业还对获奖者在台上致辞并且正要讲到这一争议时，由于持续时间已经太长，台下开始演奏《大白鲨》的主题音乐，并且话筒也很快就没了声音一事感到愤怒。

### 专业评价
本届晚会收到的媒体评价褒贬不一，其中一些较为负面。《娱乐周刊》专栏作家欧文·格雷伯曼（Owen Gleiberman）批评主持人麦克法兰过于注重制作噱头，把好莱坞的种族、犹太人问题以及亚伯拉罕·林肯遇刺都拿来开玩笑。《华盛顿邮报》电视评论员汉克·斯图弗（Hank Stuever）认为节目平凡无奇，“既没有什么极其糟糕之处，也没有任何特别了不起的地方。”而在主持人表现方面，斯图弗认为这个奥斯卡之夜让人看到，麦克法兰原来在独角喜剧方面表现不过如此。网站电视栏目主编阿兰·塞平沃尔（Alan Sepinwall）感叹颁奖典礼总体上一团糟，不过偶尔也会有一些惊喜。他认为麦克法兰时不时地有一些好段子，但总体上节奏把握欠佳，错过了太多发挥的机会，让这个夜晚没有达到预期的水平。
其他媒体对晚会的评价更为正面。《好莱坞报道》的蒂姆·古德曼（Tim Goodman）称赞主持人的表现给自己留下了深刻印象，表示自己感到惊喜。他指出，学院选择在国际上还欠缺知名度的麦克法兰来担任主持人是一个非常大胆的决定，并且称赞了后者面对困难和挫折敢于迎头而上的干劲。《芝加哥论坛报》电视评论员尼娜·梅斯（Nina Metz）称赞麦克法兰“牢牢把握住了（节目的）进程”，并且晚会开场时所开的玩笑效果也恰到好处。美联社评论员弗雷泽·摩尔（Frazier Moore）也表扬了麦克法兰，称他在主持的这个奥斯卡之夜时向数量庞大的观众证明了自己是一个多才多艺到有些离谱的艺人。

### 收视成绩
本届颁奖典礼通过美国广播公司在美国直播，其播出时段里平均有4038万观众收看，与前一年相比提高了3%，而所有曾观看部分时段节目的观众总数则估计有7792万。从尼尔森收视率调查的数据看，节目的表现也好过去年，吸引了24.47%的家庭收看，收视率达到35.65%。此外，节目也在18至49岁年龄段观众群中收获了13.71%的收视率，达到6年来的新高。

### 纪念
奥斯卡颁奖典礼上一年一度的“纪念”致敬环节旨在纪念过去一年中逝世的业内人士，本场晚会上的这一环节由男演员乔治·克鲁尼引出。视频片段采用的是作曲家约翰·巴瑞为电影《走出非洲》创作的主题音乐。片段结束时，芭芭拉·史翠珊演唱了同名电影插曲来向作曲家马文·哈姆利奇致敬。视频中纪念的人士如下：
| - 欧内斯特·博格宁 - 石岡瑛子 - 拉尔夫·麦克奎里（Ralph McQuarrie） - 杰克·克卢格曼 - 西莱斯特·霍姆 - 亚当·佛契 - 迈克尔·克拉克·邓肯 - 查尔斯·德恩 - 卡罗·兰博蒂（Carlo Rambaldi） - 厄兰·约瑟夫森（Erland Josephson） - 理查德·罗宾斯（Richard Robbins） - 斯蒂芬·法兰克福（Stephen Frankfurt） - 哈里斯·萨维德斯（Harris Savides） - 托尼诺·圭拉 - J·迈克尔·里瓦（J. Michael Riva） - 乌鲁·格罗斯柏尔（Ulu Grosbard） - 赫伯特·罗姆（Herbert Lom） - 布鲁斯·苏提斯（Bruce Surtees） - 安德鲁·萨里斯 - 乔治··鲍尔斯（George A. Bowers） - 托尼·斯科特 | - 西奥多·索德伯格（Theodore Soderberg） - 洛伊丝··史密斯（Lois W. Smith） - 杰弗里··阿默尔（Geoffrey G. Ammer） - 尼尔·特拉维斯（Neil Travis） - 迈克尔·霍普金斯（Michael Hopkins） - 约翰··劳里（John D. Lowry） - 哈尔·大卫（Hal David） - 诺拉·艾芙隆 - 查尔斯·罗森（Charles Rosen） - 杰克·艾伯茨（Jake Eberts） - 迈克尔·科胡特（Michael Kohut） - 弗兰克·皮尔森 - 克利斯·马克（Chris Marker） - 查尔斯··沃什伯恩（Charles C. Washburn） - 雷·布莱德伯里 - 理查德·罗德尼·贝内特（Richard Rodney Bennett） - 罗伯特·B·谢尔曼（Robert B. Sherman） - 理查德·D·扎努克 - 马修·尤里赛奇（Matthew Yuricich） - 马文·哈姆利奇 |